# Bohuslav Matoušek
Bohuslav Matoušek (* 26. září 1949 v Havlíčkově Brodě) je český houslista a violista. V současnosti je docentem na Hudební fakultě AMU v Praze a na JAMU v Brně.

## Životopis
V letech 1967-1972 studoval HAMU v Praze (J. Pekelský a V. Snítil), v roce 1969 se zúčastnil mistrovských kursů u A. Grumiauxea v Curychu a poté u N. Milsteina. Díky švýcarskému stipendiu studoval u W. Schneiderhana v Lucernu. V roce 1977 byl pozván do Japonska k tokijskému Yomiuri Nippon Symphony Orchestra, kde působil jako sólista a koncertní mistr. Po návratu z Japonska 1980, začal působit jako primárius Stamicova kvarteta, které dosáhlo během své činnosti řady významných mezinárodních cen a úspěchů. Kvarteto natočilo přes 60 kompaktních disků a dvakrát obdrželo Grand Prix du Disque. Pravidelně spolupracuje s Českou filharmonií, Zlínskou filharmonií, Barocco sempre giovane či Jaroslavem Tůmou.

## Ocenění v sólové hře
- Vítěz 1. ročníku Concertino Praga 1966
- Zvláštní cena poroty na Mezinárodní houslové soutěži T. Vargy v Sionu 1970
- 1.cena na mezinárodní houslové soutěži Pražského Jara v roce 1972
- Cena Classics Award 2000 za nahrávku kompletního díla Bohuslava Martinů
- Cena internetového magazínu Classics Today v USA za nejlepší nahrávku roku 2000 v USA
- MIDEM Classical Award v Cannes 2001
- Cenu časopisu Harmonie za nejlepší českou nahrávku roku 2002